# 잘츠부르크움게붕군

잘츠부르크움게붕군의 위치

잘츠부르크움게붕군(독일어: Bezirk Salzburg-Umgebung)은 오스트리아 잘츠부르크주에 위치한 군으로 행정 중심지는 제키르헨암발러제이며 면적은 1,004.47km2, 인구는 157,440명(2023년 기준), 인구 밀도는 160명/km2이다. 헌장 도시로 지정된 잘츠부르크 전체를 둘러싸고 있다. 북쪽으로는 오버외스터라이히주 브라우나우암인군, 동쪽으로는 오버외스터라이히주 푀클라브루크군, 남동쪽으로는 오버외스터라이히주 그문덴군, 남쪽으로는 할라인군과 접하며 서쪽과 북서쪽으로는 독일 바이에른주와 국경을 접한다.

## 하위 행정 구역
3개 도시, 6개 시장도시, 28개 일반 시를 관할한다.
- 도시
  - 노이마르크트암발러제(Neumarkt am Wallersee)
  - 오베른도르프바이잘츠부르크(Oberndorf bei Salzburg)
  - 제키르헨암발러제(Seekirchen am Wallersee)
- 시장도시
  - 오이겐도르프(Eugendorf)
  - 그뢰디히(Grödig)
  - 마트제(Mattsee)
  - 오버트룸(Obertrum)
  - 슈트라스발헨(Straßwalchen)
  - 탈가우(Thalgau)
- 일반 시
  - 아니프(Anif)
  - 안테링(Anthering)
  - 베르크하임(Bergheim)
  - 베른도르프바이잘츠부르크(Berndorf bei Salzburg)
  - 뷔어모스(Bürmoos)
  - 도르프보이에른(Dorfbeuern)
  - 에베나우(Ebenau)
  - 엘릭스하우젠(Elixhausen)
  - 엘스베텐(Elsbethen)
  - 파이스테나우(Faistenau)
  - 푸슐암제(Fuschl am See)
  - 괴밍(Göming)
  - 그로스그마인(Großgmain)
  - 할방(Hallwang)
  - 헨도르프암발러제(Henndorf am Wallersee)
  - 힌터제(Hintersee)
  - 호프바이잘츠부르크(Hof bei Salzburg)
  - 코플(Koppl)
  - 쾨스텐도르프(Köstendorf)
  - 람프레흐트스하우젠(Lamprechtshausen)
  - 누스도르프암하운스베르크(Nußdorf am Haunsberg)
  - 플라인펠트(Plainfeld)
  - 장크트게오르겐바이잘츠부르크(St. Georgen bei Salzburg)
  - 장크트길겐(St. Gilgen)
  - 슐레도르프(Schleedorf)
  - 제함(Seeham)
  - 슈트로블(Strobl)
  - 발스지첸하임(Wals-Siezenheim)